# Мюнстермайфельд
Мюнстермайфельд (нім. Münstermaifeld) — місто в Німеччині, розташоване в землі Рейнланд-Пфальц. Входить до складу району Маєн-Кобленц. Складова частина об'єднання громад Майфельд.
Площа — 27,78 км2. Населення становить 3445 ос. (станом на 31 грудня 2020).

## Уродженці
- Томас Андерс (справжнє ім'я — Бернд Вайдунг; нар. 1 березня 1963) — німецький поп-співак, актор і композитор, колишній соліст групи «Modern Talking».

## Галерея

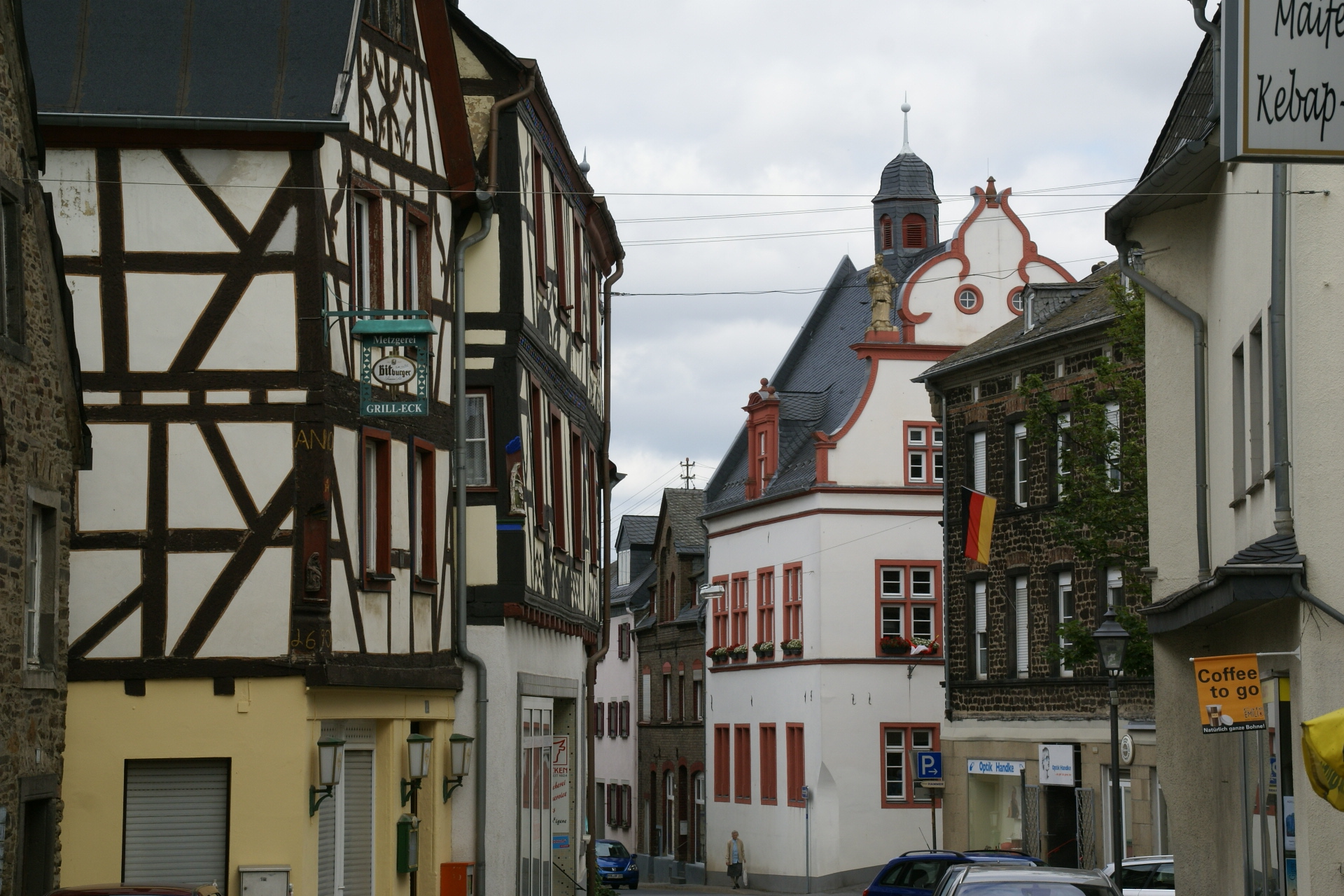
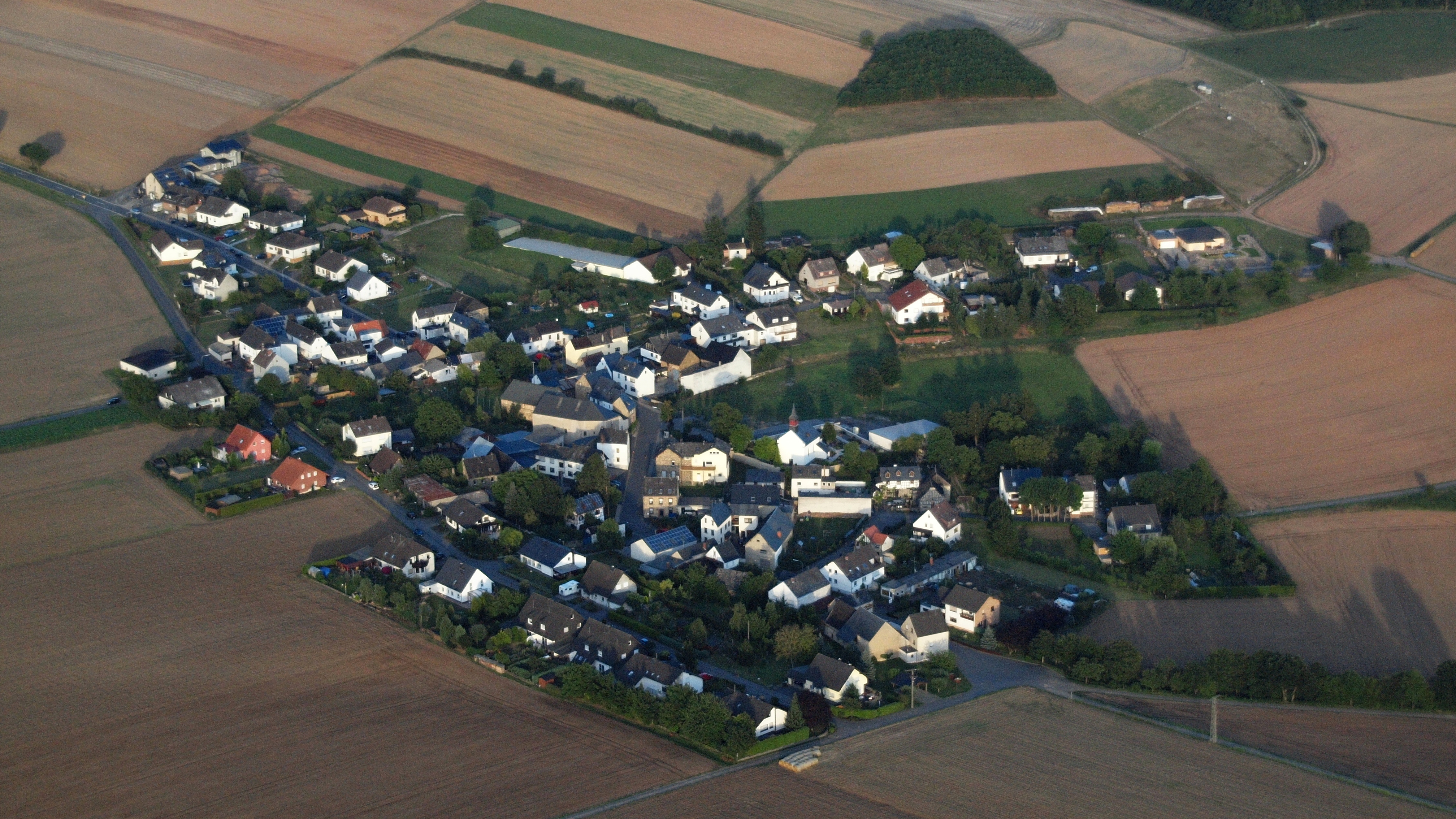
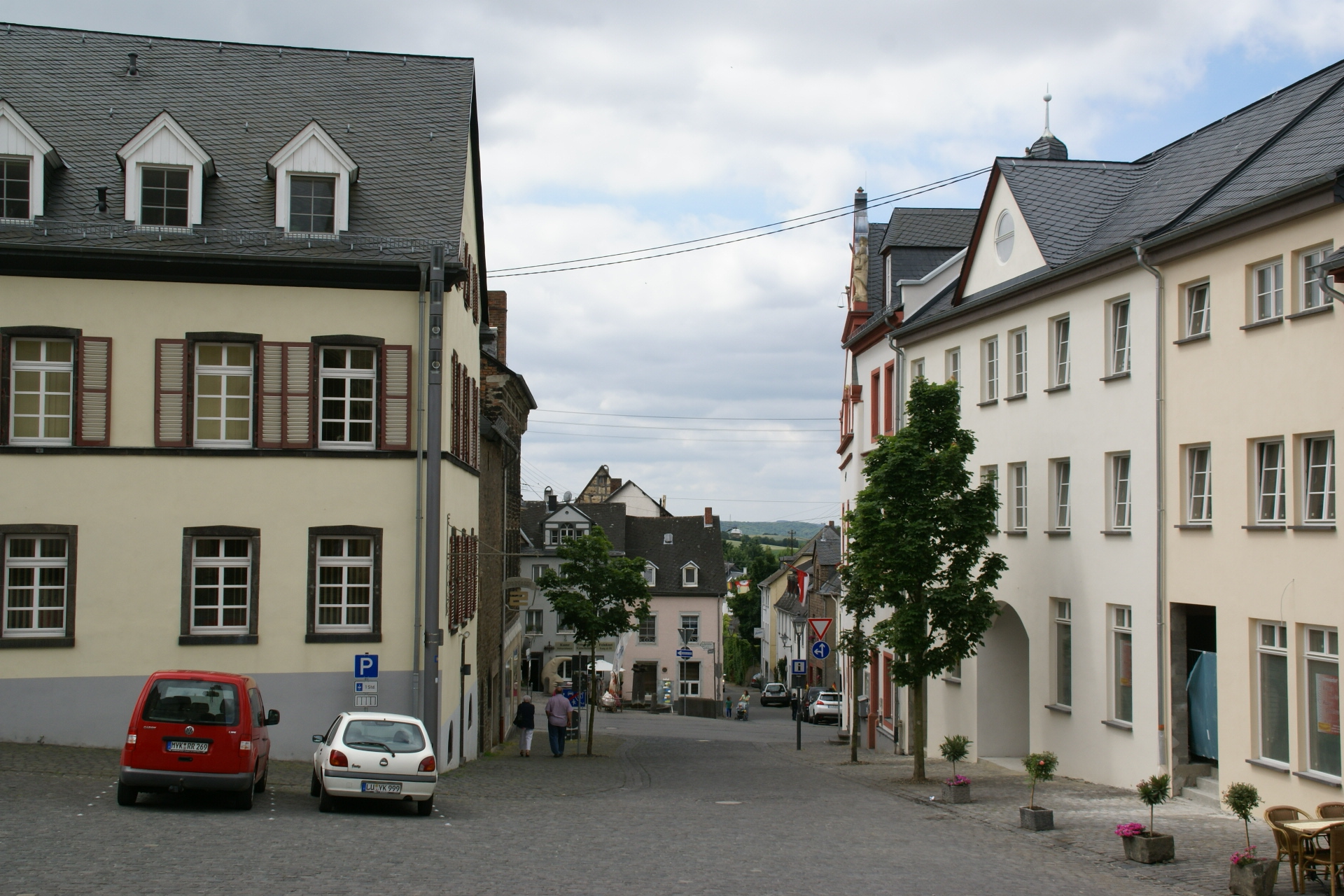